# 高岡大輔
高岡 大輔（たかおか だいすけ、1981年10月14日 - ）は、長崎県出身の元プロバスケットボール選手で、現在は指導者。
選手としては主にフォワードのポジションを務め、仙台89ERSなど5チームでプレーし、2016年に引退した。現役最後のシーズンとなったbjリーグ 2015-16シーズン時点の身長は192cm、体重95kgだった。
引退後は仙台89ERSのアシスタントコーチに就任し、2018年1月からはヘッドコーチに昇格した。Bリーグ・富山グラウジーズのアシスタントコーチを務めている。

## 来歴
1997年に私立瓊浦高等学校に進学。1年生時より控え選手としてベンチ入りし、全国高等学校バスケットボール選抜優勝大会（ウィンターカップ）に出場。3年生時の1999年、全国高等学校総合体育大会バスケットボール競技大会（インターハイ）1回戦の湘南工大附戦で30得点、2回戦の弘前実業戦で15得点してベスト16進出に貢献。3回戦の能代工業戦でも19得点したが敗れた。同年のウィンターカップでも1回戦富山商業戦で16得点して初戦を突破、2回戦の東住吉工業戦でも19得点したが敗れた。
2000年に進学した拓殖大学では、1年と4年の時にインカレ3位。
卒業後の2004年、日本リーグの大塚商会アルファーズに入団。2006-07シーズンは3位となりベスト5にも選ばれる。
2007年、大塚商会を引き継いで創設した栃木ブレックスに移籍。2007-08シーズンに初代主将としてJBL2優勝に貢献。2008-09シーズンは主将を安齋竜三に譲り、副主将となる。
2009年、bjリーグの仙台89ERSに移籍。2009-10シーズンは46試合に出場。2011年3月、東日本大震災の影響で仙台が活動を休止したため、選手救済制度により宮崎シャイニングサンズにレンタル移籍。仙台で35試合、宮崎で8試合に出場。シーズン終了後、活動を再開した仙台に復帰する。
2012-13シーズンはプレータイムが増加し、レギュラーシーズン52試合全試合に出場。36試合で先発出場した。
同シーズン終了後に行われたbjリーグのエクスパンション・ドラフトにて、2013-14シーズンより新たにリーグに加わる青森ワッツから指名を受け、移籍。2013-14シーズンもレギュラーシーズン全52試合に出場。仙台での最終シーズンよりプレータイムを伸ばした。2014-2015シーズンはプレータイムこそ昨シーズンより減ったもののキャプテンとしてチームのプレーオフ進出に貢献した。
同シーズン終了後に青森を退団。FA権を行使して古巣の仙台89ERSに再び復帰を果たした。
引退後の2016年から仙台のアシスタントコーチを務めてきたが、2017-18シーズンは成績の低迷からヘッドコーチの後藤敏博が解任され、その後任としてヘッドコーチに昇格した。

## 記録
| シーズン | チーム   | GP | GS | MPG  | FG%  | 3P%  | FT%  | RPG | APG | SPG | BPG | TO  | PPG  |
| -------- | -------- | -- | -- | ---- | ---- | ---- | ---- | --- | --- | --- | --- | --- | ---- |
| 2004-05  | 大塚商会 |    |    |      |      |      |      |     |     |     |     |     |      |
| 2005-06  | 大塚商会 |    |    |      |      |      |      |     |     |     |     |     |      |
| 2006-07  | 大塚商会 |    |    |      |      |      |      |     |     |     |     |     |      |
| 2007-08  | 栃木     | 16 | 0  | 29.0 | 43.8 | 33.8 | 71.8 | 4.6 | 2.5 | 0.8 | 0.4 | 1.8 | 11.6 |
| 2008-09  | 栃木     | 4  | 0  | 2.8  | 25.0 | 25.0 | -    | 0.5 | 0.2 | 0.0 | 0.0 | 0.2 | 0.8  |
| 2009-10  | 仙台     | 46 | 6  | 8.4  | 30.0 | 25.0 | .444 | 0.8 | 0.7 | 0.2 | 0.1 | 0.5 | 1.4  |
| 2010-11  | 仙台     | 35 | 2  | 10.9 | 33.0 | 17.9 | 38.9 | 1.1 | 0.7 | 0.2 | 0.1 | 0.6 | 2.1  |
| 2010-11  | 宮崎     | 8  | 1  | 21.0 | 37.8 | 28.6 | 72.2 | 3.0 | 1.0 | 0.8 | 0.1 | 1.5 | 6.6  |
| 2011-12  | 仙台     | 41 | 0  | 7.2  | 41.5 | 32.0 | 46.7 | 1.3 | 0.2 | 0.2 | 0.1 | 0.5 | 1.7  |
| 2012-13  | 仙台     | 52 | 36 | 12.5 | 38.0 | 20.0 | .542 | 1.5 | 1.0 | 0.3 | 0   | 0.7 | 2.4  |
| 2013-14  | 青森     | 52 | 7  | 13.8 | 39.7 | 13.8 | 56.5 | 1.6 | 0.8 | 0.5 | 0.1 | 0.8 | 2.8  |
| 2014-15  | 青森     | 43 | 13 | 8.9  | 33.0 | 23.8 | 50.0 | 0.8 | 0.6 | 0.3 | 0.0 | 0.7 | 1.9  |
| 2015-16  | 仙台     | 44 | 3  | 10.8 | 33.7 | 37.5 | 59.1 | 1.1 | 0.4 | 0.3 | 0.1 | 0.6 | 1.9  |

## ヘッドコーチ成績
| チーム    | シーズン | G  | W | L  | W–L% | シーズン結果  | PG | PW | PL | PW–L% | 最終結果 |
| --------- | -------- | -- | - | -- | ---- | ------------- | -- | -- | -- | ----- | -------- |
| 仙台89ERS | 2018     | 32 | 8 | 24 | .250 | B2 東地区 4位 | -  | -  | -  | –     |          |